# Stuart Davis

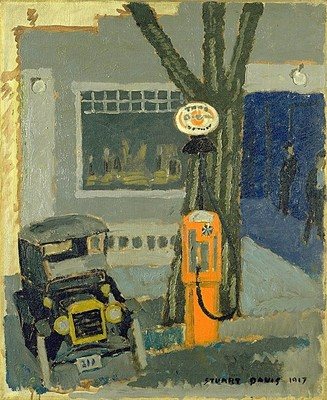
Davis: Garaget.

Suart Davis, född 7 december 1892 i Philadelphia, Pennsylvania, död 24 juni 1964 i New York,  var en tidig amerikansk modernistisk målare och grafiker. Han var känd för jazz- och popinfluerade målningar under 1940- och 50-talen.

## Biografi
Båda hans föräldrar arbetade inom konsten, fadern som redaktör för Philadelphia Press och modern som skulptör. Under åren 1909 till 1912 studerade han målning under Robert Henri, ledare för den tidiga modernistgruppen the Eight.
År 1913 var Davis en av de yngsta att ställa ut i den kontroversiella Armory Show, där han visade fem akvareller.
Påverkad vid denna utställning av arbetet av målare som Vincent van Gogh, Henri Matisse och Pablo Picasso blev Davis en engagerad modernist och en stor symbol för kubismen och modernism i Amerika. Han tillbringade somrarna med att måla i Gloucester, Massachusetts, och gjorde målarresor till Havanna 1918 och New Mexico 1923.
På 1920-talet utvecklade han sin mogna stil av konturmålningar, främst abstrakta stilleben och landskap, med användning av samtida material som cigarettpaket, tändstiftsannonser och det samtida amerikanska landskapet vilket gjorde honom till en proto-popartist.
År 1928 besökte han Paris, där han målade gatuscener. På 1930-talet blev han alltmer politiskt engagerad, och enligt Cécile Whiting, "var målet att förena abstrakt konst med marxismen och det moderna industrisamhället ".